# Hačava
Hačava (in ungherese Ájfalucska, in tedesco Wagnerhau) è un comune della Slovacchia facente parte del distretto di Košice-okolie, nella regione di Košice.